# Châtillon-sur-Saône
Châtillon-sur-Saône település Franciaországban, Vosges megyében. Lakosainak száma 106 fő (2022. január 1.). Châtillon-sur-Saône Lironcourt, Enfonvelle, Fresnes-sur-Apance, Jonvelle és Grignoncourt községekkel határos.

## Népesség
A település népességének változása:
| Lakosok száma | 140  | 140  | 146  | 131  | 122  | 112  | 110  | 108  | 106  |
|               | 2013 | 2015 | 2016 | 2017 | 2018 | 2019 | 2020 | 2021 | 2022 |